# Tweede Kamerverkiezingen in het kiesdistrict Goes (1878-1888)
Tweede Kamerverkiezingen in het kiesdistrict Goes (1878-1888) geeft een overzicht van verkiezingen voor de Nederlandse Tweede Kamer in het kiesdistrict Goes in de periode 1878-1888.
Het kiesdistrict Goes was al ingesteld in 1848. De indeling van het kiesdistrict werd in 1878 gewijzigd door een aanpassing van de Kieswet. Tot het kiesdistrict behoorden vanaf dat moment de volgende gemeenten: Baarland, Bergen op Zoom, Borssele, Clinge, Colijnsplaat, Driewegen, Ellewoutsdijk, Goes, Graauw en Langendam, 's-Gravenpolder, 's-Heer Abtskerke, 's-Heer Arendskerke, 's-Heerenhoek, Heinkenszand, Hengstdijk, Hoedekenskerke, Huijbergen, Hulst, Kapelle, Kats, Kattendijke, Kloetinge, Kortgene, Krabbendijke, Kruiningen, Nieuw-Vossemeer, Nisse,  Ossendrecht, Oud-Vossemeer, Oudelande, Ovezande, Poortvliet, Putte, Rilland-Bath, Scherpenisse, Schore, Sint Annaland, Sint Jansteen, Sint Maartensdijk, Sint Philipsland, Stavenisse, Stoppeldijk, Tholen, Waarde, Wemeldinge, Wissenkerke, Woensdrecht, Wolphaartsdijk en Yerseke. 
Het kiesdistrict Goes was in deze periode een meervoudig kiesdistrict: het vaardigde twee leden af naar de Tweede Kamer. Om de twee jaar trad een van de leden af; er werd dan een periodieke verkiezing gehouden voor de vrijgevallen zetel. Bij algemene verkiezingen (na ontbinding van de Tweede Kamer) bracht elke kiezer twee stemmen uit. Om gekozen te worden moest een kandidaat minimaal de districtskiesdrempel behalen.
Legenda
- cursief: in de eerste verkiezingsronde geplaatst voor de tweede ronde;
- vet: gekozen als lid van de Tweede Kamer.

## 26 februari 1878
De verkiezingen waren tussentijdse verkiezingen; zij werden gehouden vanwege de omzetting van het kiesdistrict Goes in een meervoudig kiesdistrict waardoor een tweede zetel beschikbaar kwam.
|                                | 26 februari | 12 maart |
| ------------------------------ | ----------- | -------- |
| Kiesgerechtigden               | 2.623       | 2.623    |
| Opkomst                        | 1.953       | 1.934    |
| Geldige stemmen                | 1.926       | 1.871    |
| Blanco stemmen                 | 22          | 53       |
| Kandidaten                     |             |          |
| J.P. Bredius                   | 692         | 1.102    |
| P.J.F. Vermeulen               | 622         | 770      |
| C.T. van Lynden van Sandenburg | 588         |          |

## 10 juni 1879
De verkiezingen waren periodieke verkiezingen; zij werden gehouden vanwege de afloop van de zittingstermijn van een gekozen lid.
|                         | 10 juni | 24 juni |
| ----------------------- | ------- | ------- |
| Kiesgerechtigden        | 2.656   | 2.623   |
| Opkomst                 | 1.784   | 1.934   |
| Geldige stemmen         | 1.732   | 1.871   |
| Blanco stemmen          | 22      | 53      |
| Kandidaten              |         |         |
| A.F. de Savornin Lohman | 727     | 1.102   |
| W.A. van Hoek           | 580     | 770     |
| P.J.F. Vermeulen        | 357     |         |
| S.F.A. aan der Heyden   | 45      |         |

## 14 juni 1881
De verkiezingen waren periodieke verkiezingen; zij werden gehouden vanwege de afloop van de zittingstermijn van een gekozen lid.
|                             | 14 juni |
| --------------------------- | ------- |
| Kiesgerechtigden            | 2.717   |
| Opkomst                     | 2.003   |
| Geldige stemmen             | 1.967   |
| Blanco stemmen              | 33      |
| Kandidaten                  |         |
| J.J. Pompe van Meerdervoort | 1.358   |
| J.P. Bredius                | 588     |

## 12 juni 1883
De verkiezingen waren periodieke verkiezingen; zij werden gehouden vanwege de afloop van de zittingstermijn van een gekozen lid.
|                         | 12 juni |
| ----------------------- | ------- |
| Kiesgerechtigden        | 2.767   |
| Opkomst                 | 1.806   |
| Geldige stemmen         | 1.783   |
| Blanco stemmen          | 19      |
| Kandidaten              |         |
| A.F. de Savornin Lohman | 1.311   |
| W.J. van Gorkom         | 437     |

## 28 oktober 1884
De verkiezingen waren algemene verkiezingen; zij werden gehouden na ontbinding van de Tweede Kamer.
|                             | 28 oktober |
| --------------------------- | ---------- |
| Kiesgerechtigden            | 2.741      |
| Opkomst                     | 1.898      |
| Geldige stemmen             | 3.757      |
| Blanco stemmen              | 31         |
| Kiesdrempel                 | 939        |
| Kandidaten                  |            |
| J.J. Pompe van Meerdervoort | 1.289      |
| A.F. de Savornin Lohman     | 1.245      |
| J.M. Kakebeeke              | 591        |
| L.A. Bijbau                 | 554        |

## 15 juni 1886
De verkiezingen waren algemene verkiezingen; zij werden gehouden na ontbinding van de Tweede Kamer.
|                                 | 15 juni | 29 juni |
| ------------------------------- | ------- | ------- |
| Kiesgerechtigden                | 2.926   | 2.926   |
| Opkomst                         | 2.575   | 2.542   |
| Geldige stemmen                 | 4.331   | 4.899   |
| Blanco stemmen                  | 813     | 77      |
| Kiesdrempel                     | 1.083   | 1.225   |
| Kandidaten                      |         |         |
| A. Schimmelpenninck van der Oye | 835     | 1.439   |
| A.F. de Savornin Lohman         | 867     | 1.431   |
| J.L.C. Pompe van Meerdervoort   | 941     | 1.067   |
| L.A. Bijbau                     | 841     | 962     |
| W.H.B. Wilkens                  | 829     |         |

## 1 september 1887
De verkiezingen waren algemene verkiezingen; zij werden gehouden na ontbinding van de Tweede Kamer.
|                                 | 1 september |
| ------------------------------- | ----------- |
| Kiesgerechtigden                | 2.893       |
| Opkomst                         | 1.893       |
| Geldige stemmen                 | 3.732       |
| Blanco stemmen                  | 50          |
| Kiesdrempel                     | 933         |
| Kandidaten                      |             |
| A. Schimmelpenninck van der Oye | 1.154       |
| A.F. de Savornin Lohman         | 1.080       |
| J.L.C. Pompe van Meerdervoort   | 689         |
| J.F. Schuurbeque Boeye          | 226         |
| W.H.B. Wilkens                  | 187         |

## Voortzetting
Na de grondwetsherziening van 1887 werden de meervoudige kiesdistricten opgeheven; het kiesdistrict Goes werd derhalve omgezet in een enkelvoudig kiesdistrict. De gemeenten Bergen op Zoom, Huijbergen, Nieuw-Vossemeer, Ossendrecht, Putte en Woensdrecht werden toegevoegd aan het kiesdistrict Bergen op Zoom en de gemeenten Baarland, Borssele, Clinge, Driewegen, Ellewoutsdijk, Graauw en Langendam, 's-Heerenhoek, Hengstdijk, Hoedekenskerke, Hulst, Kapelle, Krabbendijke, Kruiningen, Nisse, Oudelande, Ovezande, Rilland-Bath, Schore, Sint Jansteen, Stoppeldijk, Waarde en Yerseke aan het kiesdistrict Hontenisse.